# انژک-شومپانیه
انژک-شومپانیه (به فرانسوی: Angeac-Champagne) یک کمون در فرانسه است که در canton of Segonzac واقع شده‌است. انژک-شومپانیه ۱۴٫۲۷ کیلومتر مربع مساحت دارد ۷۱ متر بالاتر از سطح دریا واقع شده‌است.